# (31604) 1999 GH4
1999 GH4 (asteroide 31604) é um asteroide da cintura principal. Possui uma excentricidade de 0.06952840 e uma inclinação de 5.94106º.
Este asteroide foi descoberto no dia 13 de abril de 1999 por James M. Roe em Oaxaca.